# جائزة البرازيل الكبرى 1980
جائزة البرازيل الكبرى 1980 هو سباق فورمولا 1 أقيم بتاريخ 27 يناير 1980 في حلبة جوزيه كارلوس بيس للسيارات، البرازيل. كان الثاني من أصل 17 في بطولة العالم لسباقات الفورمولا واحد موسم 1980. حلّ الفرنسي رينيه أرنو أولا بينما جاء الإيطالي إيليو دي انجيليس في المركز الثاني وحصل على المركز الثالث الأسترالي آلان جونز.